# Dele Alli
Bamidele „Dele“ Jermaine Alli (* 11. April 1996 in Milton Keynes) ist ein englischer Fußballspieler. Der offensive Mittelfeldspieler steht seit Januar 2025 bei Como 1907 unter Vertrag und ist 37-maliger englischer Nationalspieler.

## Kindheit
Alli ist der Sohn eines Nigerianers und einer Engländerin. Als eines von vier Kindern seiner Mutter, die alle einen anderen Vater haben, spielte er in seiner Jugend auf der Straße mit anderen Kindern Fußball. Als seiner alkoholabhängigen Mutter der Verlust des Sorgerechts drohte, gab sie ihren damals 13-jährigen Sohn zu den Eltern eines Freundes von Alli.
Im Sommer 2023 sprach Alli in einem Interview mit Gary Neville über den Missbrauch in seiner Kindheit durch einen Freund seiner Mutter und über Drogen- und Medikamentenabhängigkeit in seiner Zeit als Fußballprofi.

## Karriere

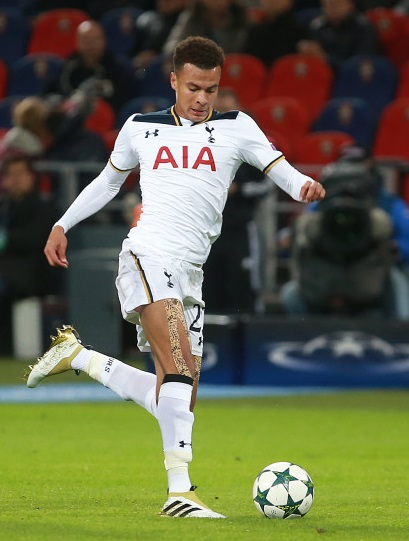
Alli im Trikot der Spurs (2016)

### Vereine
Alli begann seine Karriere beim City Colts FC in Milton Keynes und wechselte 2007 im Alter von elf Jahren in die Jugend der Milton Keynes Dons. Dort rückte er zur Spielzeit 2012/13 in den Profikader auf. Am 29. Dezember 2012 kam er bei der 2:3-Niederlage gegen Coventry City zu seinem Debüt in der drittklassigen Football League One. Sein erstes Tor erzielte er am 28. September 2013 beim 4:1-Sieg gegen den FC Stevenage. Am 20. September 2014 traf er beim 6:1-Sieg gegen Crewe Alexandra dreimal. Insgesamt erzielte Alli in der League One 22 Tore in 74 Partien.
Am 2. Februar 2015 wurde Alli von Tottenham Hotspur unter Vertrag genommen. Er erhielt einen bis zum 30. Juni 2020 gültigen Vertrag, spielte die Saison 2014/15 aber noch auf Leihbasis bei Milton Keynes Dons zu Ende. Mit den Dons stieg er als Tabellenzweiter in die Football League Championship auf. Alli wurde anschließend ins PFA Team of the Year berufen.
Zur Saison 2015/16 stieß Alli zum Team von Tottenham Hotspur. Er debütierte am ersten Spieltag bei der 0:1-Auswärtsniederlage gegen Manchester United in der Premier League, nachdem er in der 77. Spielminute für Eric Dier eingewechselt worden war. Am 22. August 2015 erzielte er beim 1:1 gegen Leicester City sein erstes Tor in der Premier League. Am fünften Spieltag stand Alli erstmals bei einem Ligaspiel in der Startelf und erkämpfte sich in der Folge einen Stammplatz. Mit den Spurs spielte er in der Spielzeit zudem in der Europa League und erreichte als Gruppensieger die K.-o.-Runde, in der die Mannschaft bis ins Achtelfinale kam. Die Meisterschaft beendete der Verein auf dem dritten Tabellenplatz. Von der englischen Spielergewerkschaft PFA wurde Alli Mitte April 2016 erneut in das Team of the Year gewählt und außerdem als bester junger Spieler ausgezeichnet. Im September 2016 verlängerte Alli seinen Vertrag mit Tottenham bis 2022. Am 7. Dezember 2016 erzielte Alli beim 3:1-Heimsieg gegen den PFK ZSKA Moskau sein erstes Tor in der Champions League. Mit Tottenham gewann er in der Spielzeit die englische Vizemeisterschaft; Alli steuerte 18 Tore in 37 Einsätzen bei und belegte als torgefährlichster Mittelfeldspieler der Liga den sechsten Platz in der Torschützenliste. Am Saisonende wurde er erneut ins PFA Team of the Year berufen sowie als Englands Jungprofi des Jahres ausgezeichnet. Ende Oktober 2018 wurde Allis Vertrag vorzeitig bis 2024 verlängert. Ende Januar 2022 wechselte Alli zum FC Everton.
Im August 2022 wurde Alli bis zum Ende der Saison 2022/23 an Beşiktaş Istanbul verliehen. Eine bestehende Kaufoption wurde nicht gezogen.
Sein Vertrag beim FC Everton endete nach der Saison 2023/2024. Nach einer halbjährigen Vereinslosigkeit schloss er sich im Januar 2025 Como 1907 an und unterschrieb dort einen Vertrag bis 2026.

### Nationalmannschaft
Alli spielte von 2012 bis 2014 neunmal für die U17-Auswahl des englischen Fußballverbands. Anfang März 2014 kam er zu zwei Einsätzen für die U18. Am 8. September 2014 kam er beim 1:1 im Freundschaftsspiel gegen Deutschland erstmals für die U19-Nationalmannschaft zum Einsatz und lief bis November 2014 in insgesamt vier Partien für sie auf. Im September 2015 spielte Alli zweimal für die U21-Auswahl.
Am 9. Oktober 2015 debütierte Alli beim 2:0-Sieg im Wembley-Stadion in London in der EM-Qualifikation gegen Estland in der A-Nationalmannschaft, nachdem er in der 87. Minute für Ross Barkley eingewechselt worden war. Beim 2:0-Sieg im Freundschaftsspiel gegen Frankreich am 17. November 2015 erzielte er mit dem Tor zum 1:0 seinen ersten Treffer für die Nationalmannschaft. Für die Europameisterschaft 2016 in Frankreich wurde Alli von Nationaltrainer Roy Hodgson in den englischen Kader berufen. Im Turnier kam er in allen vier Spielen seiner Mannschaft zum Einsatz, die im Achtelfinale mit 1:2 gegen Island verlor. Im Mai 2018 wurde Alli vom neuen Nationaltrainer Gareth Southgate in den englischen Kader für die Weltmeisterschaft 2018 in Russland berufen. Im Turnier kam Alli fünfmal zum Einsatz und belegte mit seiner Mannschaft den vierten Platz.

## Erfolge
Milton Keynes Dons
- Aufstieg in die Football League Championship: 2015

Tottenham Hotspur
- Champions-League-Finalist: 2019

Persönliche Auszeichnungen
- Aufnahme ins PFA Team of the Year: 2014/15 (League One), 2015/16 (Premier League), 2016/17 (Premier League)
- Englands Fußballer des Jahres: 2016 (Jungprofi), 2017 (Jungprofi)

- Englands Fußballer des Monats: Januar 2017